# Indy Toronto 2025
Das Indy Toronto 2025 (offiziell Ontario Honda Dealers Indy Toronto 2025) auf dem Kurs Streets of Toronto findet am 20. Juli 2025 statt und geht über eine Distanz von 90 Runden à 2,874 km. Es ist der 13. Lauf zur IndyCar Series 2025.

## Zeitplan
| Datum      | Tag     | Zeit (MESZ) | Zeit (LT) | Session           |
| ---------- | ------- | ----------- | --------- | ----------------- |
| 18.07.2025 | Freitag | 21:00       | 15:00     | Freies Training 1 |
|            |         |             |           |                   |
| 19.07.2025 | Samstag | 16:30       | 10:30     | Freies Training 2 |
| 19.07.2025 | Samstag | 20:30       | 14:30     | Qualifikation     |
|            |         |             |           |                   |
| 20.07.2025 | Sonntag | 14:30       | 08:30     | Warm-Up           |
| 20.07.2025 | Sonntag | 18:00       | 12:00     | Rennen            |

## Meldeliste
| Nr. | Fahrer              | Teams                            | Motor     |
| --- | ------------------- | -------------------------------- | --------- |
| 14  | Santino Ferrucci    | A. J. Foyt Racing                | Chevrolet |
| 41  | David Malukas       | A. J. Foyt Racing                | Chevrolet |
| 26  | Colton Herta        | Andretti Global / Curb-Agajanian | Honda     |
| 27  | Kyle Kirkwood       | Andretti Global                  | Honda     |
| 28  | Marcus Ericsson     | Andretti Global                  | Honda     |
| 5   | Pato O’Ward         | Arrow McLaren                    | Chevrolet |
| 6   | Nolan Siegel        | Arrow McLaren                    | Chevrolet |
| 7   | Christian Lundgaard | Arrow McLaren                    | Chevrolet |
| 8   | Kyffin Simpson      | Chip Ganassi Racing              | Honda     |
| 9   | Scott Dixon         | Chip Ganassi Racing              | Honda     |
| 10  | Alex Palou          | Chip Ganassi Racing              | Honda     |
| 18  | Rinus VeeKay        | Dale Coyne Racing                | Honda     |
| 51  | Jacob Abel          | Dale Coyne Racing                | Honda     |
| 20  | Alexander Rossi     | Ed Carpenter Racing              | Chevrolet |
| 21  | Christian Rasmussen | Ed Carpenter Racing              | Chevrolet |
| 77  | Conor Daly          | Juncos Hollinger Racing          | Chevrolet |
| 78  | Sting Ray Robb      | Juncos Hollinger Racing          | Chevrolet |
| 60  | Felix Rosenqvist    | Meyer Shank Racing               | Honda     |
| 66  | Marcus Armstrong    | Meyer Shank Racing               | Honda     |
| 83  | Robert Shwartzman   | Prema Racing                     | Chevrolet |
| 90  | Callum Ilott        | Prema Racing                     | Chevrolet |
| 15  | Graham Rahal        | Rahal Letterman Lanigan Racing   | Honda     |
| 30  | Devlin DeFrancesco  | Rahal Letterman Lanigan Racing   | Honda     |
| 45  | Louis Foster        | Rahal Letterman Lanigan Racing   | Honda     |
| 2   | Josef Newgarden     | Team Penske                      | Chevrolet |
| 3   | Scott McLaughlin    | Team Penske                      | Chevrolet |
| 12  | Will Power          | Team Penske                      | Chevrolet |

## Klassifikationen

### Freies Training 1
| Pos. | Nr. | Fahrer           | Team                | Motor     | Zeit     |
| ---- | --- | ---------------- | ------------------- | --------- | -------- |
| 1    | 27  | Kyle Kirkwood    | Andretti Global     | Honda     | 1:01.205 |
| 2    | 3   | Scott McLaughlin | Team Penske         | Chevrolet | 1:01.341 |
| 3    | 10  | Alex Palou       | Chip Ganassi Racing | Honda     | 1:01.598 |

### Freies Training 2
| Pos. | Nr. | Fahrer          | Team            | Motor     | Zeit     |
| ---- | --- | --------------- | --------------- | --------- | -------- |
| 1    | 26  | Colton Herta    | Andretti Global | Honda     | 1:00.057 |
| 2    | 27  | Kyle Kirkwood   | Andretti Global | Honda     | 1:00.157 |
| 3    | 2   | Josef Newgarden | Team Penske     | Chevrolet | 1:00.588 |

### Qualifying
- Fahrzeit Runde 1 / Gruppe 1 und Runde 1 / Gruppe 2: je 10 Min.
- Fahrzeit Schnellste Zwölf (aus Gruppe 1 und Gruppe 2): 10 Min.
- Fahrzeit Schnellste Sechs (aus Schnellste Zwölf): 6 Min.

| Pos. | Nr. | Fahrer              | Team                           | Motor     | Rundenzeit | Ø mph   | Session                |
| ---- | --- | ------------------- | ------------------------------ | --------- | ---------- | ------- | ---------------------- |
| 1    | 26  | Colton Herta        | Andretti Global                | Honda     | 0:59.8320  | 107,461 | Schnellste Sechs       |
| 2    | 10  | Alex Palou          | Chip Ganassi Racing            | Honda     | 1:00.1078  | 106,968 | Schnellste Sechs       |
| 3    | 66  | Marcus Armstrong    | Meyer Shank Racing             | Honda     | 1:00.3535  | 106,532 | Schnellste Sechs       |
| 4    | 12  | Will Power          | Team Penske                    | Chevrolet | 1:00.4519  | 106,359 | Schnellste Sechs       |
| 5    | 15  | Graham Rahal        | Rahal Letterman Lanigan Racing | Honda     | 1:00.8600  | 105,646 | Schnellste Sechs       |
| 6    | 27  | Kyle Kirkwood       | Andretti Global                | Honda     | 1:04.5308  | 99,636  | Schnellste Sechs       |
| 7    | 45  | Louis Foster        | Rahal Letterman Lanigan Racing | Honda     | 1:00.6684  | 105,979 | Schnellste Zwölf       |
| 8    | 28  | Marcus Ericsson     | Andretti Global                | Honda     | 1:00.7134  | 105,901 | Schnellste Zwölf       |
| 9    | 18  | Rinus VeeKay        | Dale Coyne Racing              | Honda     | 1:00.7744  | 105,795 | Schnellste Zwölf       |
| 10   | 5   | Pato O’Ward         | Arrow McLaren                  | Chevrolet | 1:00.9795  | 105,439 | Schnellste Zwölf       |
| 11   | 9   | Scott Dixon         | Chip Ganassi Racing            | Honda     | 1:01.7348  | 104,149 | Schnellste Zwölf       |
| 12   | 90  | Callum Ilott        | Prema Racing                   | Chevrolet | 1:01.8834  | 103,899 | Schnellste Zwölf       |
| 13   | 6   | Nolan Siegel        | Arrow McLaren                  | Chevrolet | 1:00.3464  | 106,545 | Out Runde 1 / Gruppe 1 |
| 14   | 8   | Kyffin Simpson      | Chip Ganassi Racing            | Honda     | 1:00.2535  | 106,709 | Out Runde 1 / Gruppe 2 |
| 15   | 3   | Scott McLaughlin    | Team Penske                    | Chevrolet | 1:00.3824  | 106,481 | Out Runde 1 / Gruppe 1 |
| 16   | 4   | David Malukas       | A.J. Foyt Racing               | Chevrolet | 1:00.2941  | 106,637 | Out Runde 1 / Gruppe 2 |
| 17   | 60  | Felix Rosenqvist    | Meyer Shank Racing             | Honda     | 1:00.4190  | 106,417 | Out Runde 1 / Gruppe 1 |
| 18   | 2   | Josef Newgarden     | Team Penske                    | Chevrolet | 1:00.3520  | 106,535 | Out Runde 1 / Gruppe 2 |
| 19   | 7   | Christian Lundgaard | Arrow McLaren                  | Chevrolet | 1:00.4520  | 106,359 | Out Runde 1 / Gruppe 1 |
| 20   | 83  | Robert Shwartzman   | Prema Racing                   | Chevrolet | 1:00.3795  | 106,486 | Out Runde 1 / Gruppe 2 |
| 21   | 76  | Conor Daly          | Juncos Hollinger Racing        | Chevrolet | 1:00.5261  | 106,229 | Out Runde 1 / Gruppe 1 |
| 22   | 21  | Christian Rasmussen | Ed Carpenter Racing            | Chevrolet | 1:00.4190  | 106,417 | Out Runde 1 / Gruppe 2 |
| 23   | 14  | Santino Ferrucci    | A.J. Foyt Racing               | Chevrolet | 1:00.7058  | 105,914 | Out Runde 1 / Gruppe 1 |
| 24   | 20  | Alexander Rossi     | Ed Carpenter Racing            | Chevrolet | 1:00.6843  | 105,952 | Out Runde 1 / Gruppe 2 |
| 25   | 77  | Sting Ray Robb      | Juncos Hollinger Racing        | Chevrolet | 1:01.0717  | 105,28  | Out Runde 1 / Gruppe 1 |
| 26   | 30  | Devlin DeFrancesco  | RLL                            | Honda     | 1:00.7530  | 105,832 | Out Runde 1 / Gruppe 2 |
| 27   | 51  | Jacob Abel          | Dale Coyne Racing              | Honda     | 1:01.8019  | 104,036 | Out Runde 1 / Gruppe 2 |

### Endergebnis
| Pos. | Nr. | Fahrer                | Team                    | Motor     | Zeit/Rückstand               | Rd. | Frd. | Stopps | Start | Pt. |
| ---- | --- | --------------------- | ----------------------- | --------- | ---------------------------- | --- | ---- | ------ | ----- | --- |
| 1    | 5   | Pato O’Ward           | Arrow McLaren           | Chevrolet | 1:48:23.9092 Std. 88,972 mph | 90  | 30   | 3      | 10    | 51  |
| 2    | 18  | Rinus VeeKay          | Dale Coyne Racing       | Honda     | 0.4843 Sek.                  | 90  | 16   | 2      | 9     | 41  |
| 3    | 8   | Kyffin Simpson        | Chip Ganassi Racing     | Honda     | 1.5343                       | 90  |      | 2      | 13    | 35  |
| 4    | 26  | Colton Herta          | Andretti Global         | Honda     | 2.1607                       | 90  | 6    | 3      | 1     | 34  |
| 5    | 28  | Marcus Ericsson       | Andretti Global         | Honda     | 3.7515                       | 90  | 1    | 3      | 8     | 31  |
| 6    | 27  | Kyle Kirkwood         | Andretti Global         | Honda     | 4.9472                       | 90  |      | 3      | 6     | 28  |
| 7    | 15  | Graham Rahal          | RLL                     | Honda     | 5.5657                       | 90  |      | 3      | 5     | 26  |
| 8    | 90  | Callum Ilott          | Prema Racing            | Chevrolet | 6.5438                       | 90  |      | 3      | 11    | 24  |
| 9    | 4   | David Malukas         | A.J. Foyt Racing        | Chevrolet | 7.6451                       | 90  |      | 3      | 15    | 22  |
| 10   | 9   | Scott Dixon           | Chip Ganassi Racing     | Honda     | 8.6954                       | 90  |      | 2      | 17    | 20  |
| 11   | 12  | Will Power            | Team Penske             | Chevrolet | 14.0964                      | 90  |      | 3      | 4     | 19  |
| 12   | 10  | Alex Palou            | Chip Ganassi Racing     | Honda     | 14.9701                      | 90  | 37   | 2      | 2     | 21  |
| 13   | 7   | Christian Lundgaard   | Arrow McLaren           | Chevrolet | 17.3640                      | 90  |      | 2      | 19    | 17  |
| 14   | 66  | Marcus Armstrong      | Meyer Shank Racing      | Honda     | 43.9148                      | 90  |      | 3      | 3     | 16  |
| 15   | 76  | Conor Daly            | Juncos Hollinger Racing | Chevrolet | 45.4310                      | 90  |      | 3      | 21    | 15  |
| 16   | 83  | Robert Shwartzman (R) | Prema Racing            | Chevrolet | 46.0249                      | 90  |      | 3      | 20    | 14  |
| 17   | 77  | Sting Ray Robb        | Juncos Hollinger Racing | Chevrolet | 1 Rd.                        | 89  |      | 2      | 25    | 13  |
| 18   | 6   | Nolan Siegel          | Arrow McLaren           | Chevrolet | Unfall                       | 87  |      | 3      | 12    | 12  |
| 19   | 60  | Felix Rosenqvist      | Meyer Shank Racing      | Honda     | Unfall                       | 86  |      | 3      | 16    | 11  |
| 20   | 21  | Christian Rasmussen   | Ed Carpenter Racing     | Chevrolet | 8 Rd.                        | 82  |      | 2      | 22    | 10  |
| 21   | 45  | Louis Foster (R)      | RLL                     | Honda     | 23 Rd.                       | 67  |      | 2      | 7     | 9   |
| 22   | 30  | Devlin DeFrancesco    | RLL                     | Honda     | 33 Rd.                       | 57  |      | 2      | 26    | 8   |
| 23   | 51  | Jacob Abel (R)        | Dale Coyne Racing       | Honda     | Unfall                       | 36  |      | 2      | 27    | 7   |
| 24   | 2   | Josef Newgarden       | Team Penske             | Chevrolet | Unfall                       | 36  |      | 1      | 18    | 6   |
| 25   | 20  | Alexander Rossi       | Ed Carpenter Racing     | Chevrolet | Unfall                       | 29  |      |        | 24    | 5   |
| 26   | 3   | Scott McLaughlin      | Team Penske             | Chevrolet | Unfall                       | 2   |      | 1      | 14    | 5   |
| 27   | 14  | Santino Ferrucci      | A.J. Foyt Racing        | Chevrolet | DNS                          |     |      |        | 23    | 3   |

(R)=Rookie / 5 Gelbphasen für insgesamt 20 Rd. / alle Starter auf Firestone-Reifen